# Anaolsus
Anaolsus soms ook geschreven als Anaulph, was een vroeg 5e-eeuwse Gotische leider die deelnam aan een veldtocht in 430 met als doel Arles, de hoofdstad van de Pretoriaanse prefectuur van Gallië, te veroveren. 

## Bron
Het enige verslag over het bestaan van Anaolsus komt van de Chronicon van Hydatius:
"Per Aetium comitem, haud procul de Arelate, quaedam Gothorum manus extinguitur, Anaolso optimate eorum capto." 
vertaling: "De comitem [bevelhebber] Aetius versloeg, niet ver van Arelate [Arles], een gewapende groep Goten en nam hun leider Anaolsus gevangen.
Meer informatie omtrent Anaolsus ontbreekt. Historici gaan er van uit hij een belangrijke rol vervulde in de Gotische samenleving tijdens de vroege 5e eeuw. De opstand in 430 laat zien dat een deel van de Gotische adel onafhankelijk opereerde van de koninklijke macht in Toulouse. Deze comitates (militaire eenheden) hadden als hulptroepen in het Romeinse leger kunnen worden opgeroepen, rechtstreeks onderhandelend met Rome. Volgens Burgess was Anaolsus een regionale militaire commandant of opstandige leider en suggereert zijn aanwezigheid bij Arles een Gallische context en mogelijk oppositie tegen Aetius’ groeiende macht. 
Men gaat er vanuit dat hij na de verloren slag werd vermoord.